# 2459 Spellmann
2459 Spellmann је астероид главног астероидног појаса. Приближан пречник астероида је 23,66 ,
а средња удаљеност астероида од Сунца износи 3,021 астрономских јединица (АЈ).
Инклинација (нагиб) орбите у односу на раван еклиптике је 9,677 степени, а орбитални период износи 1918,431 дана (5,252 година). Ексцентрицитет орбите астероида износи 0,068.
Апсолутна магнитуда астероида износи 12,00 а геометријски албедо 0,050.
Астероид је откривен 11. јуна 1980. године.